# Aramu Muru

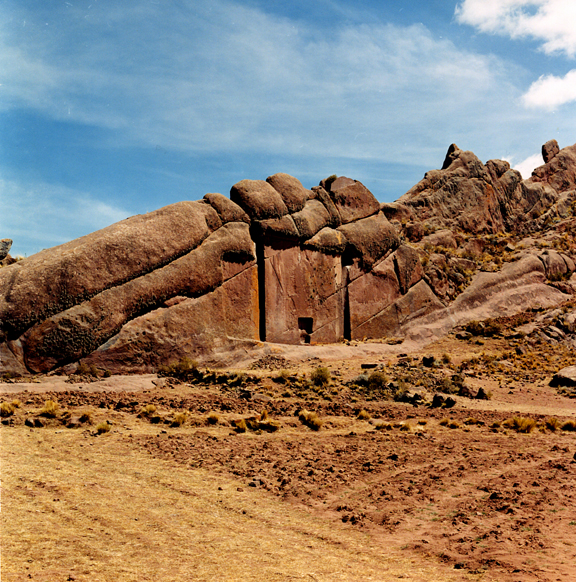
Aramu Muru

Aramu Muru (Quechua: Ajayu marka, Aymara: Aramumuru von iranama, ‚Hang‘ oder ‚Seite‘ und muru, ‚Schnitt‘; auch bekannt als Tor der Götter) ist ein historischer Ort im äußersten Süden des Bezirks Ilave in der peruanischen Provinz El Collao (Departement Puno). Es befindet sich nahe dem Titicacasee. Der Ort wird von Esoterikern aus aller Welt heimgesucht. Aramu Muru ist Gegenstand von New-Age-Spekulationen und Verschwörungstheorien. Die flache Steinbearbeitung ist ungefähr 7,0 m groß und mit einer T-förmigen Nische von 198 cm Höhe versehen.

## Legende von Aramu Muru

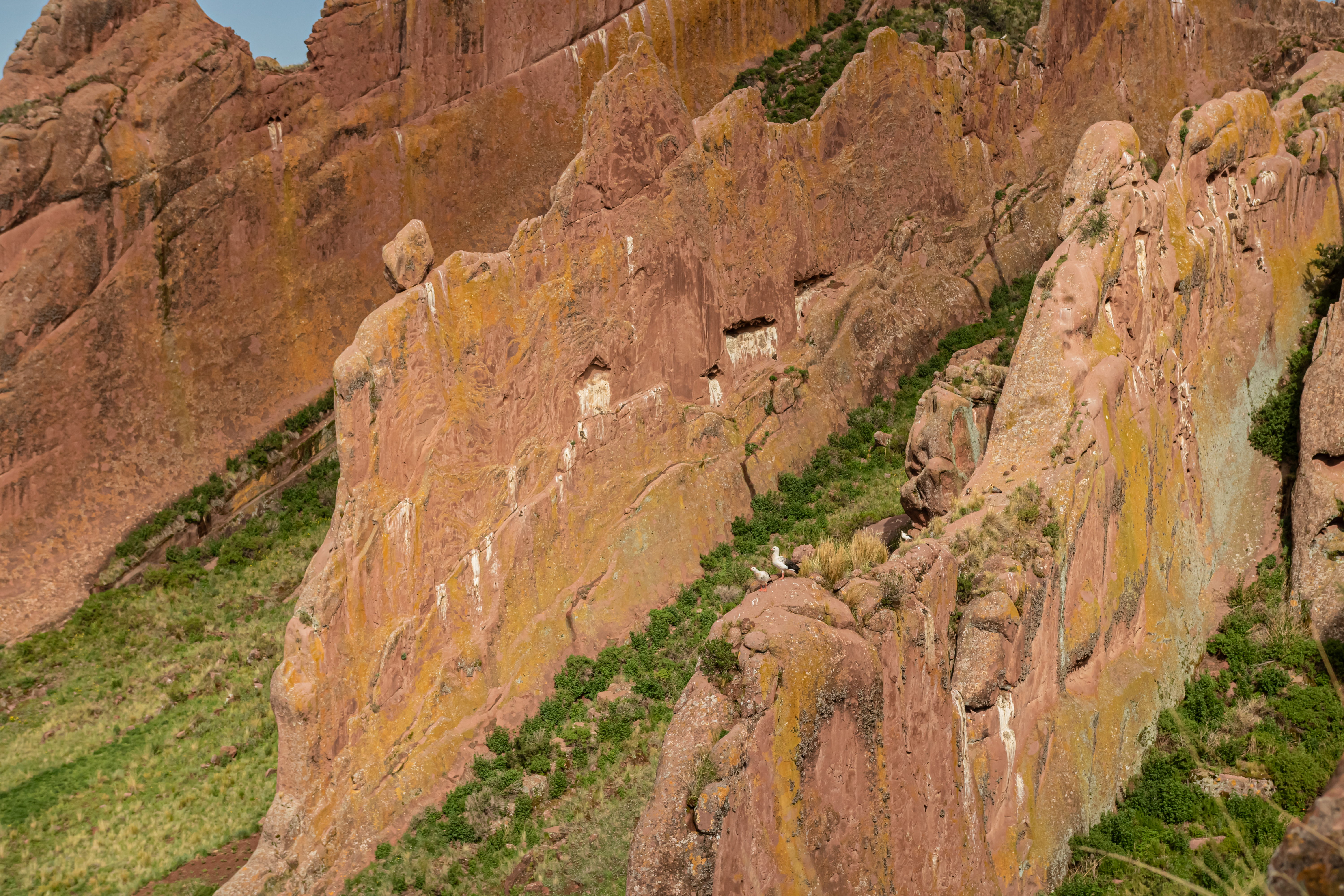
Berge von Hayu Marka

Laut dem Anthropologen Charles Stanish ist Aramu Muru Gegenstand von Legenden, die er der „alternativen Literatur“ zuordnet. Er zitiert eine Website, auf der die Legende von Aramu Muru wie folgt zusammengefasst ist:

„Eine andere Legende handelt zu der Zeit, in der die spanischen Konquistadoren in Peru ankamen und Gold und wertvolle Edelsteine der Inkastämme plünderten – und ein Inkapriester des Tempels der sieben Strahlen namens Aramu Muru floh aus seinem Tempel mit einer heiligen goldenen Scheibe, bekannt als der Schlüssel der Götter der sieben Strahlen. Er versteckte sie in den Bergen von Hayu Marca. Er tauchte schließlich über der Türöffnung auf, die von schamanischen Priestern beobachtet wurde. Er zeigte ihnen den Schlüssel der Götter, und es wurde ein Ritual vollzogen, mit dem Ergebnis eines durch die goldene Scheibe initiierten magischen Ereignisses, welches das Portal öffnete, und nach der Legende strömte blaues Licht aus einem Tunnel im Inneren. Der Priester Aramu Muru übergab die goldene Scheibe einem Schamanen, verschwand durch das Portal und wurde nie wieder gesehen.“

Esoteriker verweisen auf eine kreisförmige Aussparung innerhalb der „Öffnung“ des Tors, in der ihrer Ansicht nach Platz für eine Scheibe sei.
Charles Stanish sieht die „alternative Literatur“, zu der er auch die Legende von Aramu Muru zählt, im Kontext von umfassenderen Verschwörungsanschuldigungen an die „Mainstream-Wissenschaft“. Verschwörungstheoretiker seien der Auffassung, dass die – von ihnen als „Mainstream-Wissenschaft“ bezeichnete – Wissenschaft Belege für die angeblich uralten Wurzeln der Menschheit oder den angeblichen Einfluss von Außerirdischen unterdrücken würde. Demnach würden nur wenige mutige Menschen ihre Karriere riskieren, um „diese Verschwörung ans Licht zu bringen“.

## Galerie

Aramu Muru
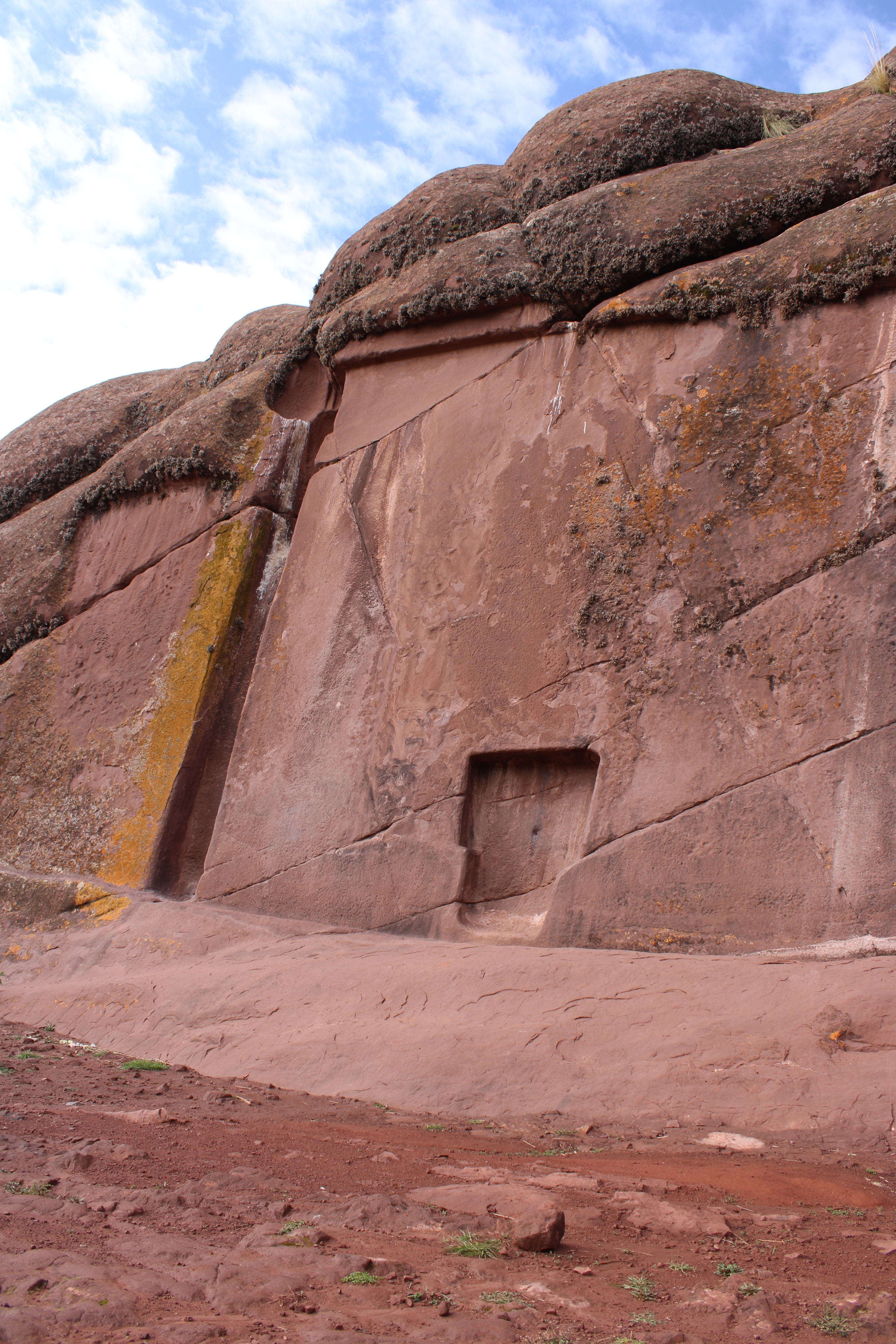
Vorderseite
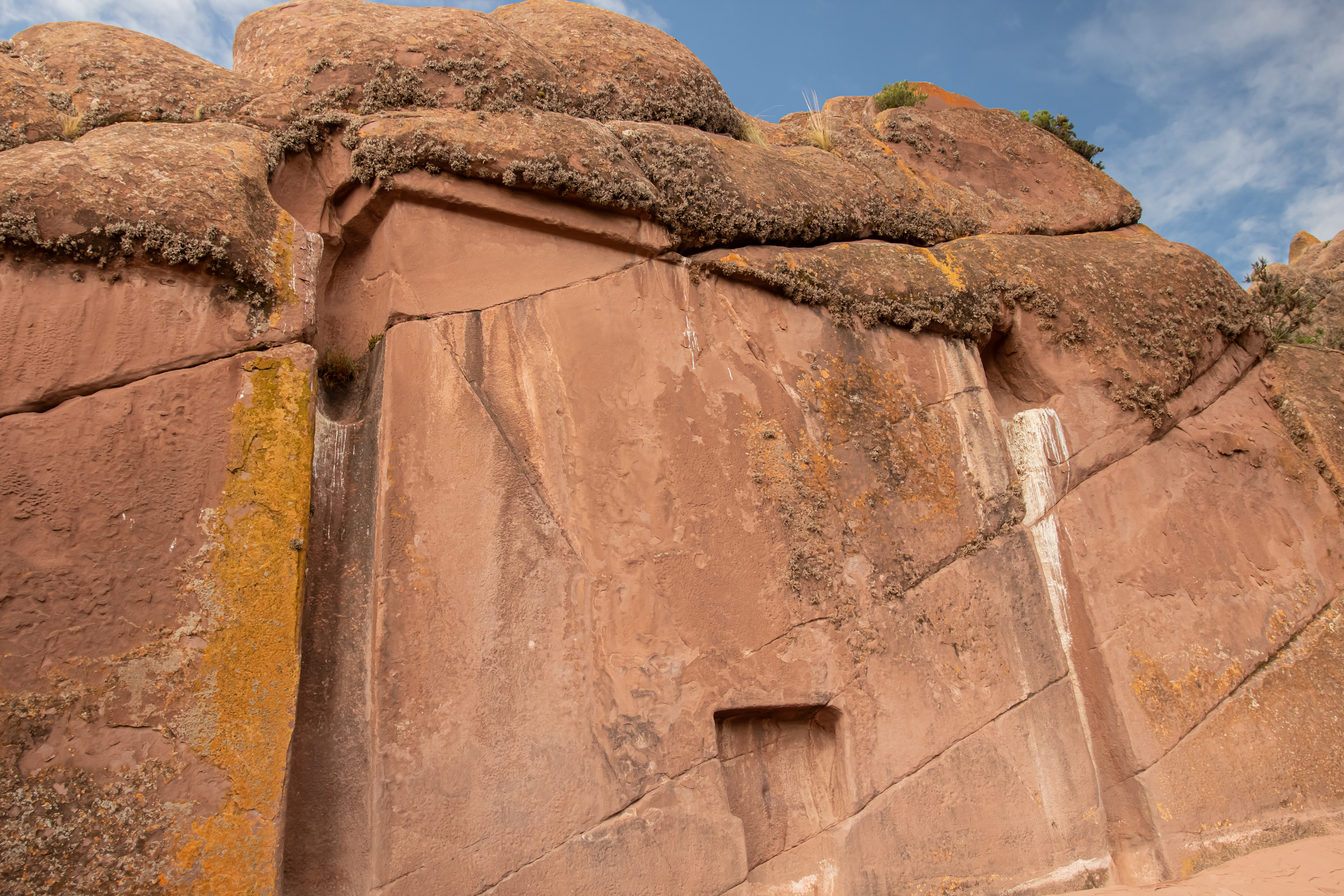
Nahaufnahme des Felsschnitts names „Aramu Muru“
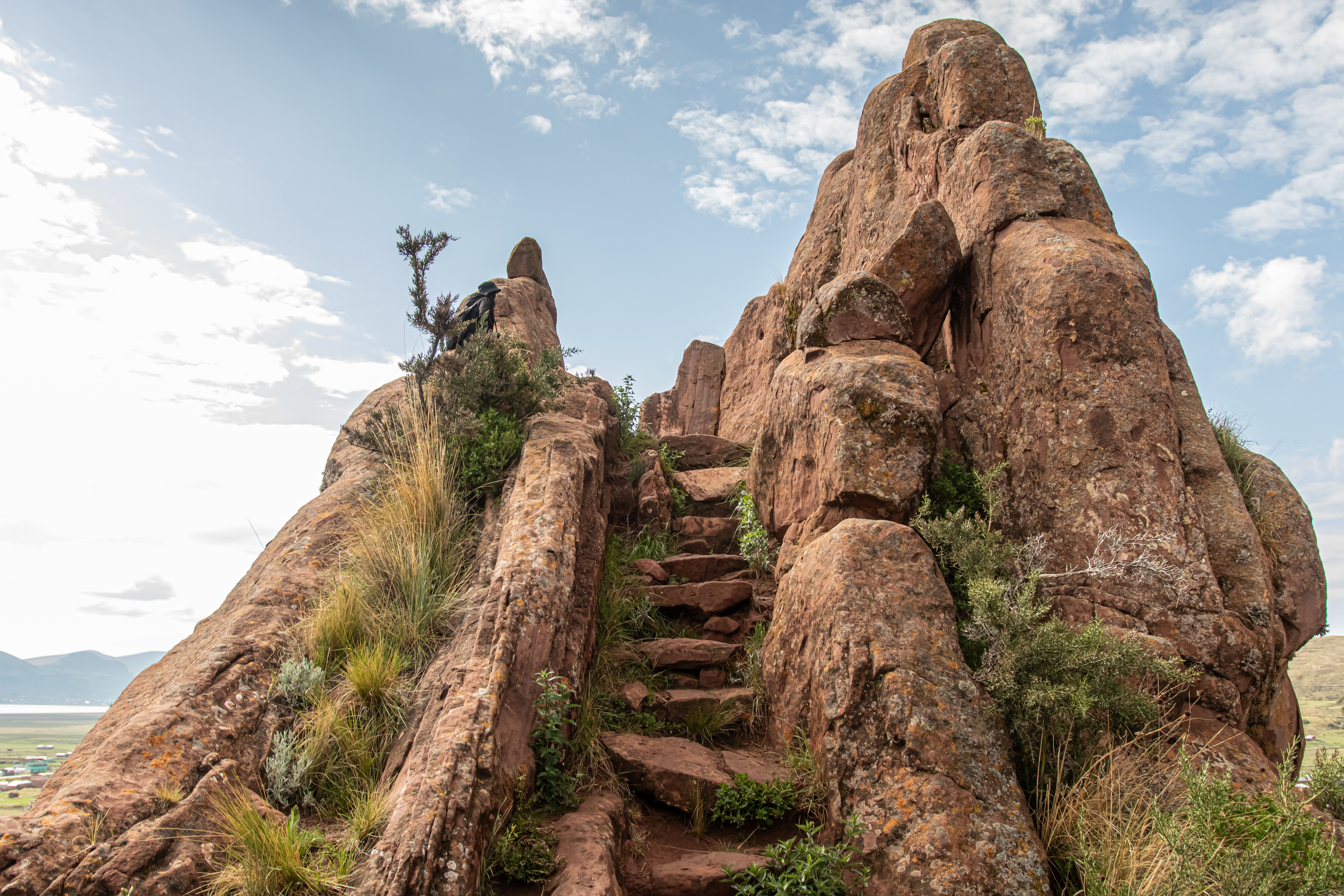
Auf der Hinterseite des Felsens über dem Schnitt befindliche Treppe

## Ähnliche (Schein)-Tore
- Aramu Muru wird oft mit dem Sonnentor von Tiwanaku verglichen, obwohl es keine Gemeinsamkeiten zu diesem aufweist
- Ein äußerst präzise gestaltetes Portal, welches ebenfalls ins Nichts führt, findet sich bei Naupa Iglesia